# Cyananthea hourdezi
Cyananthea hourdezi is een zeeanemonensoort uit de familie van de Actinostolidae. De wetenschappelijke naam van de soort is voor het eerst geldig gepubliceerd in 2009 door Zelnio, Rodríguez & Daly.